# Christoffel Bok
Christoffel Bok is een Nederlands bier van lage gisting. 
Het bier werd tussen 2007 en januari 2013 gebrouwen bij Brouwerij Sint Christoffel te Roermond. Sinds augustus 2013 wordt Christoffel Bok gebrouwen door De Proefbrouwerij in het Belgische Lochristi. 
Het is een roodbruin bier, type dubbel bokbier met een alcoholpercentage van 7,8%.

## Onderscheidingen
- Tijdens het PINT Bokbierfestival in oktober 2013 werd Christoffel Bok verkozen tot beste bier in de categorie "Beste Dubbelbok" en won het de persprijs "Beste Bokbier van 2013".